# Намбит
Намбит, срещан и като Набит (на гръцки: Ναμπιτης), е командир (архонт, игемон, аколут) на варяжките наемници на служба във византийската армия, за когото в „Алексиадата“ си Анна Комнина разказва, че е участвал в битките при Дирахиум срещу норманите през 1081 г. и в битката при Дръстър срещу печенегите през 1087 г. Въпреки че етническият му произход не може да бъде определен със сигурност, съществува мнение, че името му Намбит означава хищна морска птица и че най-вероятно той е бил от исландски или норвежки произход.
В „Алексиада“ Анна Комнина споменава Намбит във връзка с две събития, най-ранното от които е битката при Дирахиум от 1081 г., в която норманите на Робер Гискар нанасят тежко поражение на византийските войски на Алексий I Комнин. Малко след пристигането на ромеите край Драч, възниква спор дали да се даде сражение на Гискар, а предводителят на варягите Намбит е сред онези млади и нетърпеливи воини, които особено силно настоявали да се даде веднага сражение на норманите, въпреки че част от офицерите били против. В началото на самата битка на частта, командвана от Намбит, е заповядано да се спеши и да се движи пред основните сили на ромеите. В тази връзка Анна спонава, че Намбит командвал варвари, които носят на раменете си двуостри мечове и също така носели щитове, а друга част от варягите му били секироносци. След няколко сложни маньовъра главният отряд на Намбит се откъснал от основните ромейски сили, срещнал силна съпротива от врага и бил принуден да отстъпи, което Анна Комнина обяснява с факта, че не всички в редиците му били отбрани воини. Секироносците и самият им командир Намбит пък поради своята неопитност и разгорещеност се придвижвали по-бързо и се отделили на значително разстояние от основните редици на войската, при което били нападнати от пехотинците на Робер Гискар. Варягите се оказали по слаби от „келтите“, както Анна Комнина нарича норманите на Гискар, и отрядът им бил унищожен, а онези от тях, които успели да се спасят, побягнали към един храм, като едни влезли в него, а други се покачили на покрива му, търсейки спасение, но хората на Гискар запалили храма и с него изгорили всички воини вътре.
Следващото сведение за Намбит е шест години по-късно – по време на злощастната за ромеите битка срещу печенегите при Дръстър през 1087 г. Анна Комнина съобщава, че по време на сражението водачът на варягите Намбит е сред шестимата командири, на които Алексий I поверил своята охрана в центъра на фалангата. Анна Комнина не съобщава каква е съдбата на Намбит в последвалата битка, но като се вземе предвид катастрофалния за ромеите изход на сражението, е много вероятно Намбит да е намерил смъртта си в него или малко след това, тъй като повече за него не се споменава.

### Цитирана литература
- Гръцки извори за българската история, Т. VIII. София: БАН, 1972, http://www.promacedonia.org/gibi/8/index.html
- Васильевский, В.Г. (1908). XII. Англичане на византійской службѣ въ видѣ Варяговъ. Варяго-русская и варяго-англійская дружина в Константинополѣ XI и XII вѣков. – Труды В. Г. Васильевского, Т. 1. Тип. Имп. Акад. наук,  с. 355-377, http://elib.shpl.ru/ru/nodes/4899-t-1-vizantiya-i-pechenegi-varyago-russkaya-i-varyago-angliyskaya-druzhina-v-konstantinopole-xi-i-xii-vekov-o-varyago-russah-1908#mode/inspect/page/374/zoom/4
- Йотов, Валери (2011). Последните битки на Намбит, водача на варягите при Алексий Комнин. – България, българите и Европа – мит, история, съвремие, ІV(1),  214 – 219, https://journals.uni-vt.bg/bb/bul/vol4/iss1/art19
- ((fr)) Guilland, Rodolphe (1960). Études sur l'histoire administrative de l'empire byzantin: les commandants de la garde impériale, l'ἐπὶ τοῦ στρατοῦ et le juge de l'armée. – Revue des études byzantines, 18,  79–96, doi:10.3406/rebyz.1960.1221, https://www.persee.fr/doc/rebyz_0766-5598_1960_num_18_1_1221
- ((en)) Blöndal, Sigfús (2007), Benediks, Benedikt S. (ed). The Varangians of Byzantium : an aspect of Byzantine military history (Reprint ed.). Cambridge: Cambridge University Press, first published 1978, ISBN 9780521217453, OCLC 122283207
- ((fr)) Skoulatos, Basile (1980). Les Personnages Byzantins de I'Alexiade: Analyse Prosopographique et Synthese. Louvain-la-Neuve, Belgium: Nauwelaerts
- ((en)) Yotov, Yoto (2008). The Dristra battle (1087). – Cultura si Civilizatie la Dunarea de Jos, 24. Călăraşi: Muzeul Dunării de Jos,  257-268, https://biblioteca-digitala.ro/reviste/CCDJ/24-Cultura-si-Civilizatie-la-Dunarea-de-Jos-XXIV-2008-20.pdf